# 윤명숙
윤명숙(尹明淑, ?~)은 대한민국의 사회학자이다. 주요하게 연구하는 분야는 일본 근현대사와 한일 관계사이고 위안부 문제의 권위자이다. 2015년 3월 현재 충남대학교 국가전략연구소 전임 연구원이다.

## 생애
윤명숙은 1985년 일본에 건너갔고 2년 뒤인 1987년 도쿄 외국어대학에 들어갔다. 도쿄 외국어대학 일본어학과를 졸업한 후 1991년 재일동포 역사학자 강덕상 교수가 재직하던 히토쓰바시 대학 석사과정에 진학했다. 하지만, 식민지 시기 여성 지식인을 염두에 둔 연구 주제를 회의(懷疑)하여 계속 공부해야 할지 심각하게 고민하던 차에 1991년 8월 14일 위안부 피해자 김학순에 의해 일본군 위안부 강제 동원 피해 사실이 처음으로 세상에 공개되었다. 윤명숙은 김학순의 증언의 영향으로 일본군 위안부 문제로 연구 주제를 바꾸었고 1994년 석사학위, 2000년 박사학위를 받았다. 히토쓰바시 대학 대학원 사회학연구과에서 박사학위를 받은 후 2003년 박사학위 논문을 약간 손질해 《조선인 군위안부와 일본군 위안소제도》를 일본에서 출간하였고 이 책은 위안부 문제 연구의 방향을 가른 책이라고 평가받을 정도로 주목받았다.
주요 논문으로 〈日中戰爭期の朝鮮人軍隊慰安婦の形成〉(1994년), 〈조선인 군대위안부와 일본의 국가책임〉(1997년), 〈中國人軍隊慰安婦問題に關する硏究ノ一ト〉(2000년), 〈일본군‘위안부’문제에 대한 일본사회의 인식―1990년대를 중심으로〉(2004년) 등이 있다. 주요 저서로는 《共同硏究 日本軍慰安婦》(공저, 1995년), 《패전 전후의 일본의 마이너리티와 냉전》(공저, 2006년), 《한국과 일본의　역사인식》(공저, 2008년) 등이 있다.

## 저서
- 윤명숙 저. 최민순 역. 《조선인 군위안부와 일본군 위안소제도》. 이학사. 2015년. ISBN 9788961472128